# Geografía de Camboya
La Geografía de Camboya está dominada por las llanuras del Mekong. Un territorio rico en riquezas hídricas con numerosos afluentes y lagos cuyos ejes centrales son el río Tonlé Sap, el río Mekong y el río Bassac. Ello hace de Camboya un territorio fértil para el cultivo del arroz, la pesca y un futuro para la explotación de la energía hidroeléctrica. Ubicado en la zona Intertropical, la temperatura es cálida y a merced de los monzones, lo que produce inundaciones de sus llanuras en el tiempo invernal.

## Descripción
El territorio de Camboya tiene un área aproximadamente de 181.040 km², compartiendo una frontera de 800 kilómetros con Tailandia al norte y al oeste, una frontera de 541 kilómetros con Laos al noreste, y una frontera de 1.228 kilómetros con Vietnam al este y al sureste. Tiene 443 kilómetros de línea de costa a lo largo del Golfo de Tailandia.
Su geografía está dominada por el río Mekong (Tonle Thom en Idioma jemer que significa "Río Grande"), una fuente muy importante de pesca, sobre todo en época de lluvias cuando sus aguas  fluyen en sentido contrario, los pescadores aprovechan la fantástica situación para pescar en grandes cantidades con el sistema dai, consistiendo en varias redes de arrastre sujetadas mediante varas a lo ancho del río. Este sistema consigue capturar entre 5 y 10 toneladas de pescado por temporada. 
En el centro de Camboya está situado el Lago Sap (o Tonlé Sap en jemer) que significa "río de agua dulce", conocido por ser el mayor lago dulce en el Sudeste asiático. Durante la época de lluvias el lago actúa como reservorio y como mecanismo para regular el caudal del Mekong. Existe una gran diversidad de peces (más de doscientas especies identificadas) por lo que conllevó a una gran actividad pesquera, tanto en sus orillas como en las decenas de casas y tiendas flotantes, pobladas en su mayoría por habitantes de origen vietnamí.

## Llanura camboyana

Localización de Camboya en el Sudeste asiático.

La característica geográfica más distintiva es el llano lacustrino formado por las inundaciones del Tonlé Sap (gran lago), midiendo cerca de 2.590 km² durante la estación seca y ampliándose a cerca de 24.605 km² durante la estación de lluvias. Este llano densamente poblado, que se dedica al cultivo húmedo del arroz, es el corazón de Camboya.
La mayoría (cerca del 75 por ciento) del país se sitúa en elevaciones de menos de 100 metros sobre el nivel del mar, las excepciones son las Montañas de Cardamon (la elevación más alta con 1.771 metros), su extensión desde el norte-sur al este, la Sierra del Elefante (con una elevación de entre 500 y 1000 metros), y las Montañas de Dangrek (elevación media de 500 metros) a lo largo de la frontera con la región de Tailandia Isan.

## Clima

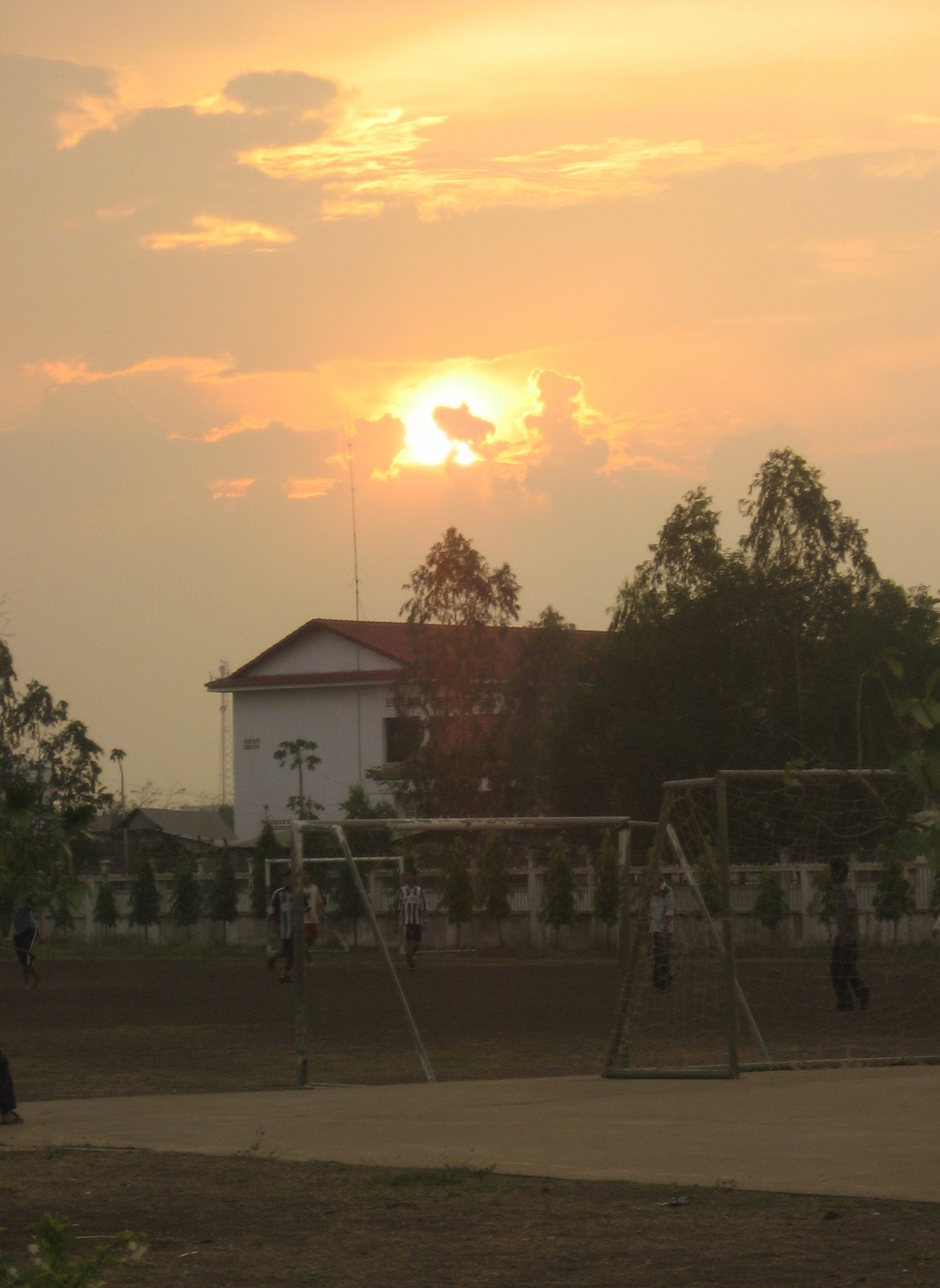
Camboya se localiza en la Zona Intertropical.

Mapa de Köppen del clima de Camboya. En azul claro, clima tropical de sabana; en azul oscuro, monzónico.

La gama de temperaturas va desde 10 °C a 38 °C y Camboya experimenta monzones tropicales. Los monzones del sudoeste que soplan al interior traen los vientos cargados de humedad del golfo de Tailandia y el Océano Índico desde de mayo a octubre, y el país experimenta la precipitación más fuerte de septiembre a octubre. Los monzones del nordeste aparecen en la estación seca, que dura desde noviembre hasta marzo, con el período más seco de enero a febrero.
El clima de Camboya es bastante uniforme, al ser un país pequeño. Las lluvias en un año típico oscilan entre 1.300 y 1.800 mm. La zona más lluviosa es el sudoeste, hacia la costa del Golfo de Tailandia, donde se superan los 2.000 mm y hay extensas áreas cubiertas de bosques. El clima es un poco más frío y húmedo en las zonas altas del sudoeste, como en los montes Cardamomo, donde se halla el monte Aural, de 1.800 m, reserva natural y bosque impenetrable, y se pueden alcanzar los 5.000 mm de precipitación anual.
El mes más frío es diciembre y los más cálidos abril y mayo. En la capital, Pnom Penh, caen 1400 mm anuales en 121 días, con más de 200 mm en septiembre y octubre, más de 100 mm en mayo, junio, julio y noviembre y menos de 10 mm en enero y febrero. Las temperaturas son muy homogéneas, entre 22 y 30.oC en diciembre y 25 y 35.oC en abril.
En las montañas del norte, el monzón llega algo más tarde y el periodo caluroso previo es algo más prolongado, al revés que en la costa, donde llueve más. En Kampot, en la costa, caen 1.920 mm en 98 días, con más de 300 mm en julio y agosto, más de 200 mm julio y octubre, y solo 10 mm en enero. En Angkor, al noroeste, caen 1.324 mm, con más de 200 mm en agosto y septiembre, y menos de 10 mm entre diciembre y febrero. En enero no suele llover.
Los tifones no suelen pasar de Vietnam, aunque teóricamente pueden darse entre junio y diciembre, aunque a Camboya llegan debilitados y solo entre mediados de octubre y mediados de noviembre.

## Organización político-administrativa

Mapa de las provincias de Camboya.

El Reino de Camboya está dividido admininistrativamente en 24 provincias (kaet), entre las cuales 4 son distritos especiales o municipios (krong). Cada provincia está a su vez dividida en distritos (srok). Cada distrito se divide en comunas (khum). Cada comuna en aldeas (pum).
Nom Pen es la mayor población con cerca de un millón de habitantes, mientras que la Provincia de Mondol Kirí es la más extensa, pero la de menor densidad de habitantes.
Tabla de las 24 provincias de Camboya
| Nombre                          | Nombre jemer | Código  | Capital                            | Nombre jemer | Superficie | Población |
| ------------------------------- | ------------ | ------- | ---------------------------------- | ------------ | ---------- | --------- |
| 1. Banteay Mean Chey            | បន្ទាយមានជ      | KH-1    | Sisophon                           |              | 6.679      | 577.772   |
| 2. Battambang                   | បាត់ដំបង        | KH-2    | Battambang                         | បាត់ដំបង        | 11.702     | 793.129   |
| 3. Kompung Cham                 | កំពង់ចាម        | KH - 3  | Kompung Cham                       | កំពង់ចាម        | 9.799      | 1.608.914 |
| 4. Kompung Chinang              | កំពង់ឆ្នាំង       | KH-4    | Kompung Chinang                    | កំពង់ឆ្នាំង       | 5.521      | 417.693   |
| 5. Kompung Speu                 | កំពង់ស្ពឺ        | KH-5    | Kompung Speu                       | កំពង់ស្ពឺ        | 7.017      | 598.882   |
| 6. Kompung Thom                 | កំពង់ធំ         | KH-6    | Kompung Thom                       | កំពង់ធំ         | 34.353     | 8.112.834 |
| 7. Kompot                       | កំពត          | KH-7    | Kompot                             | កំពត          | 4.873      | 528.405   |
| 8. Kandal                       | កណ្ដាល         | KH-8    | Ta Khmau                           |              | 3.568      | 1.075.125 |
| 9. Koh Kong                     | កោះកុង          | KH-9    | Koh Kong                           | កោះកុង          | 11.160     | 132.106   |
| 10. Kep                         | កែប           | KH-23   | Distrito Especial de Kep           | កែប           | 336        | 28.660    |
| 11. Kratié                      | ក្រចេះ          | KH-10   | Kratié                             | ក្រចេះ          | 11.094     | 263.175   |
| 12. Mondol Kirí                 | មណ្ឌលគីរី       | KH-12   | Sen Monorom                        |              | 14.288     | 32.407    |
| 13. Oddar Mean Chey             | ឧត្ដរមានជ័យ     | KH-22   | Samraong                           |              | 6.158      | 68.279    |
| 14. Pailín                      | ប៉ៃលិន          | KH - 24 | Distrito Especial de Pailín        | ប៉ៃលិន          | 22.906     | 22.906    |
| 15. Distrito Capital de Nom Pen | ភ្នំពេញ់         | KH - 12 | Distrito Capital de Daun Penh      | ភ្នំពេញ់         | 357        | 1.441.618 |
| 16. Sihanoukville               | ព្រះសីហនុ        | KH - 18 | Distrito Especial de Sihanoukville | ព្រះសីហនុ        | 868        | 155.690   |
| 17. Preah Wijía                 | ព្រះវិហារ        | KH - 13 | Phnom Tbeng Mean Chey              |              | 13.788     | 119.261   |
| 18. Pursat                      | ពោធិ៍សាត់         | KH - 15 | Pursat                             | ពោធិ៍សាត់         | 12.692     | 360.445   |
| 19. Prey Veng                   | ព្រៃវែង         | KH - 14 | Prey Veng                          | ព្រៃវែង         | 4.883      | 946.042   |
| 20. Ratanak Kirí                | រតនគីរី        | KH - 16 | Banlung                            |              | 10.782     | 94.243    |
| 21. Siem Riep                   | សៀមរាប         | KH - 17 | Siem Riep                          | សៀមរាប         | 10.299     | 696.164   |
| 22. Stung Treng                 | ស្ទឹងត្រែង       | KH - 19 | Stung Treng                        | ស្ទឹងត្រែង       | 11.092     | 81.074    |
| 23. Svay Rieng                  |              | KH - 20 | Svay Rieng                         |              | 2.966      | 478.252   |
| 24. Takéo                       | តាកែវ          | KH - 21 | Takéo                              | តាកែវ          | 3.563      | 790.168   |
| 25. Tboung Khmum                | ត្បូងឃ្មុំ        | KH - 25 | Suong                              |              | 5.250      | 775.296   |

## Islas
Camboya, un país rico en reservas de agua, con grandes lagos, ríos y parte del Golfo de Tailandia, tiene numerosas islas ribereñas y marinas. Por lo mismo muchos nombres de sitios están precedidos por la palabra Koh que traduce en Idioma jemer "Isla". Las principales son:
- Isla Sess.
- Isla Polaway.
- Isla Rong.
- Isla Thass.
- Isla Treas.
- Isla Traolach.

## Áreas protegidas de Camboya

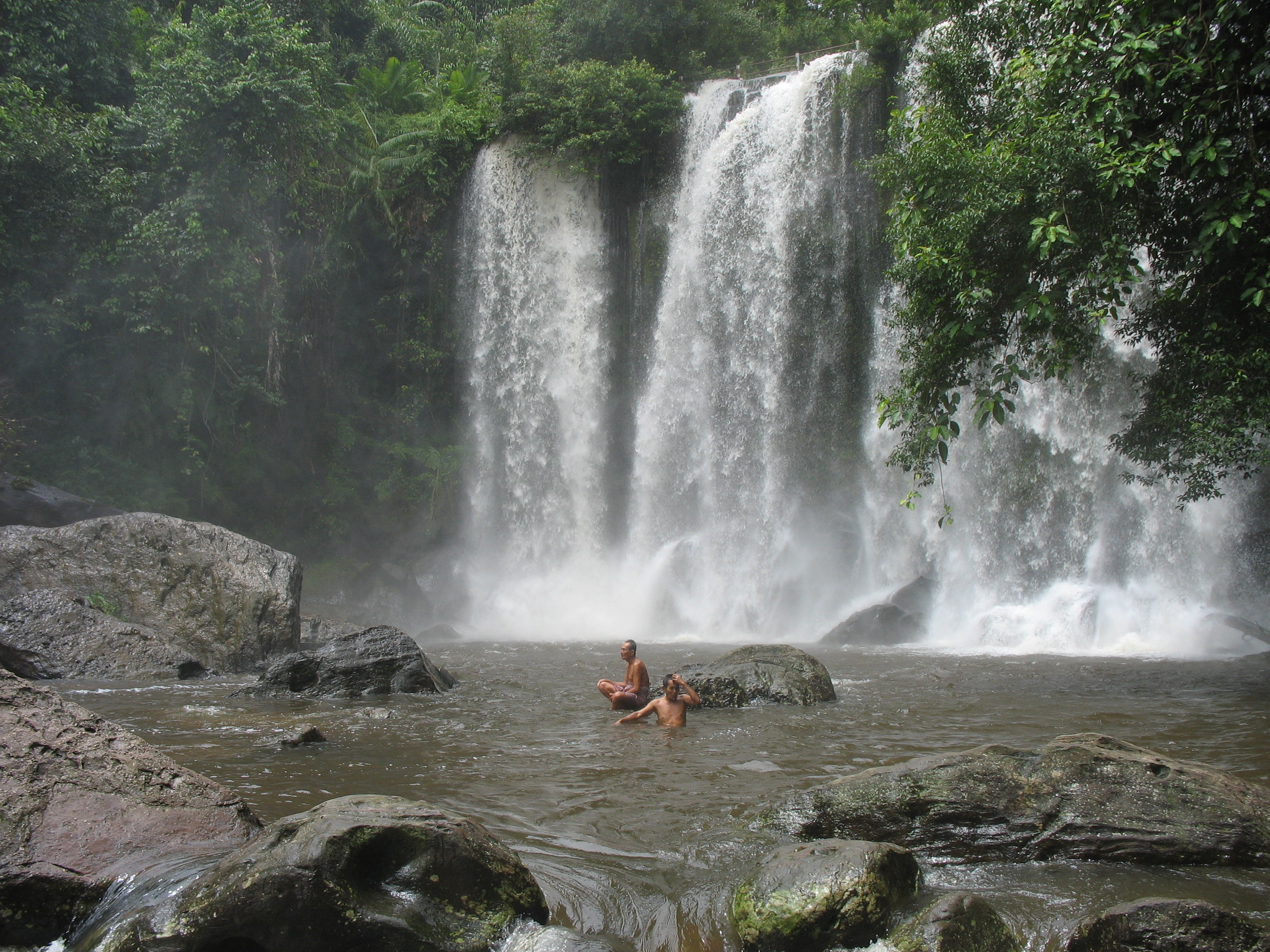
Parque nacional Phnom Kulen

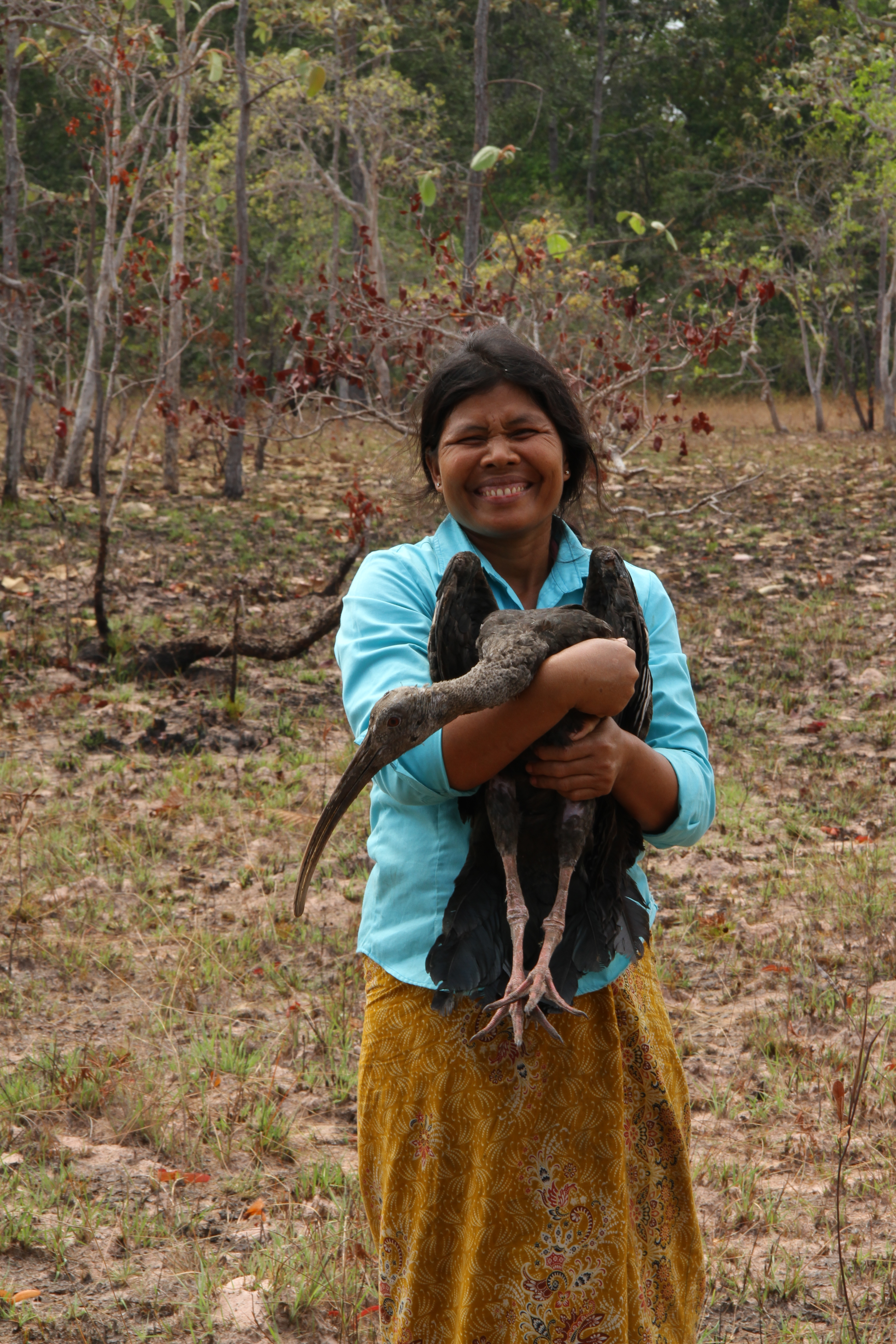
Ibis gigante en brazos de una cuidadora, especie en peligro de la que solo quedan unos 50 ejemplares.

En Camboya hay 45 áreas protegidas que cubren un total de 47.503 km², el 26 por ciento del total del país. unos 182.500 km², además de 89 km² de áreas marinas, del total de 47.967 km² que pertenecen al país. De este conjunto, 7 son parques nacionales, 4 son paisajes protegidos, 3 son áreas de usos múltiples con sus 3 núcleos, 13 son santuarios de la naturaleza y 10 son bosques protegidos. Además, 1 es reserva de la biosfera de la Unesco y 4 son sitios Ramsar.
- Parque nacional de Botum Sakor
- Parque nacional de Kep
- Parque nacional de Kirirom
- Parque nacional Phnom Kulen
- Parque nacional de Preah Monivong
- Parque nacional de Ream
- Parque nacional Virachey

En Camboya, los sitios Ramsar ocupan una superficie de 75.942 ha. Dos de ellos están asociados con el gran lago de Tonle Sap, que depende de la época de lluvias. Uno está formado por islas en la costa del Golfo de Tailandia, y el otro se encuentra en los rápidos del río Mekong, cerca de Laos.
- Prek Toal, 21.342 ha, 13°09′N 103°38′E. Llanuras de inundación en la Reserva de la Biosfera de Tonle Sap, en el extremo noroccidental aguas arriba del lago de Sap. Bosques pantanosos de agua dulce que se inundan en época de lluvias, en verano. Aves acuáticas y otras especies como el galápago batagur galápago batagur, el cocodrilo de Siam, el barbo gigante y el siluro gigante del Mekong. Entre las aves, el marabú argala y el avesol asiático.[4]

- Boeng Chhmar y sistema fluvial asociado y llanura de inundación, 28.000 ha, 12°49'N 104°17'. Llanuras de inundación en la Reserva de la Biosfera de Tonle Sap, al este del lago de Sap. Bosque inundable que en época de lluvias forma parte del lago. Igual que el sitio anterior. Entre los peces, el pez gato del Mekong y el Catlocarpio siamensis, un ciprínido que puede alcanzar 3 m de largo y 300 kg de peso.[5]

- Koh Kapik e islas asociadas, 12.000 ha, 11°28′N 103°04′E. grupo de islas en la provincia sudoccidental de Koh Kong. La influencia de dos ríos crea estuarios, playas de arena y lagunas, con manglares que forma parte de la ecorregión manglares de Indochina.[6] Animales como el ibis gigante (solo quedan unos cincuenta en el mundo), el pangolín malayo y el langur o lutung de Indochina.[7]

- Estrechos del río Mekong de Stoeng Treng, 14.600 ha, 13°44′N 106°00′E. 40 km de rápidos en el norte de Camboya con aguas turbulentas y numerosos canales entre rocas e islotes que quedan cubiertos por el agua durante las lluvias, pero desnudos en época seca. Donde el río Se Kong se une al río Mekong, a 4 km de la frontera con Laos y a 5 km del pueblo de Stoeng Treng, es un refugio del ibis de Davison (solo quedan 250 ejemplares). También se encuentra el pez gato del Mekong y el delfín del río Irawadi.[8]